# Ammoglanis pulex
Ammoglanis pulex es una especie de peces de la familia Trichomycteridae en el orden de los Siluriformes.

## Morfología
• Los machos pueden llegar alcanzar los 1,5 cm de longitud total.
- Número de  vértebras: 30-31.[1][2]

## Hábitat
Es un pez de agua dulce y de clima tropical.

## Distribución geográfica
Se encuentran en Sudamérica: Venezuela.